# Olaug Bollestad
Olaug Vervik Bollestad (ur. 4 listopada 1961 w m. Jørpeland) – norweska polityk, pielęgniarka i samorządowiec, parlamentarzystka, w latach 2019–2021 minister, przewodnicząca Chrześcijańskiej Partii Ludowej (2021–2024).

## Życiorys
Kształciła się w szkole pielęgniarskiej Røde Kors Sykepleierskole w Stavanger. W latach 1997–1999 studiowała pielęgniarstwo na Uniwersytecie w Stavanger. Zawodowo związana głównie ze szpitalem uniwersyteckim w Stavanger, gdzie zajmowała również stanowiska kierownicze.
Zaangażowała się w działalność polityczną w ramach partii chadeckiej. W 2003 została radną gminy Gjesdal. W latach 2007–2013 pełniła funkcję burmistrza tej miejscowości. Od 2007 zasiadała w radzie okręgu Rogaland. Była zastępczynią poselską, a w 2013 po raz pierwszy uzyskała mandat deputowanej do Stortingu. Z powodzeniem ubiegała się o reelekcję w wyborach w 2017 i 2021.
W latach 2015–2017 była drugą wiceprzewodniczącą Chrześcijańskiej Partii Ludowej, a w 2017 została pierwszą wiceprzewodniczącą tego ugrupowania. W 2018 zadeklarowała się jako przeciwniczka współpracy chadeków z Partią Pracy. Od stycznia do kwietnia 2019 wykonywała obowiązki przewodniczącej partii (gdy rezygnację złożył Knut Arild Hareide). W styczniu 2019 dołączyła do tworzonego przez ugrupowania centroprawicowe gabinetu Erny Solberg, obejmując stanowisko ministra rolnictwa i żywności. We wrześniu 2021 została dodatkowo ministrem do spraw dzieci i rodziny, gdy z rządu odszedł Kjell Ingolf Ropstad. W tym samym miesiącu po jego rezygnacji została ponownie pełniącą obowiązki przewodniczącej partii. Funkcje ministerialne sprawowała do października 2021. W listopadzie tegoż roku wybrana na nową przewodniczącą norweskich chadeków. Złożyła rezygnację z kierowania partią w sierpniu 2024.